# Myospila fulviventris
Myospila fulviventris är en tvåvingeart som först beskrevs av Adrian C. Pont 1968.  Myospila fulviventris ingår i släktet Myospila och familjen husflugor. Inga underarter finns listade i Catalogue of Life.